# Encyclopédie ou dictionnaire universel raisonné des connaissances humaines

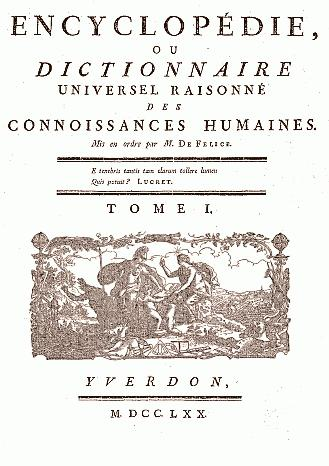
Page de titre du premier volume (1770).

L’Encyclopédie ou Dictionnaire universel raisonné des connaissances humaines, dite Encyclopédie d'Yverdon, est une encyclopédie dirigée par Fortunato Bartolomeo De Felice et publiée entre 1770 et 1780 en Suisse, à Yverdon. D'esprit moins français et moins anti-religieux que celle de Diderot et de d'Alembert dont elle s'inspire, cette différence lui a valu l'appellation d’encyclopédie protestante, et lui assura une forte diffusion dans le Nord de l'Europe. Il est aussi publié, en 1778, sous le nom de Code de l'humanité, constituant une première encyclopédie thématique spécialisée en droit positif et naturel.

## Principaux contributeurs
Fortunato Bartolomeo De Felice, savant d’origine italienne installé à Yverdon, rassembla autour de lui une équipe de plus de trente collaborateurs européens (quinze Suisses, douze Français, trois Allemands, un Italien, un Irlandais), la plupart identifiés.
| Nom                                 | Signature      | Contribution | Autres collaborations       |
| ----------------------------------- | -------------- | --- | --------------------------- |
| Jean-Henri Andrié                   | D.G.           | 4116 articles et 125 additions de Géographie                                                                                     |                             |
| Charles-Louis-François Andry        | A.             | 19 articles de Médecine en collaboration avec Le Preux                                                                           | Supplément à l'Encyclopédie |
| Carlo Barletti                      | P.B            | Cerf-volant, Conducteur de la foudre, Électricité médicale, Étoile tombante                                                      |                             |
| Élie Bertrand                       | B.C. E.B. CB ? | 170 articles de Théologie, Philosophie, Morale et Sciences Naturelles                                                            | Supplément à l'Encyclopédie |
| Louis de Bons                       | ?              | ? |                             |
| Jean-Henri-Nicolas Bouillet         | B.             | Bain sec, Cor des pieds, Écrouelle, Équitation, Goître, Graisse du vin, ajout à Obéissance                                       | Encyclopédie                |
| Nicolas-Maximilien Bourgeois        | B.M.           | Médecine |                             |
| Louis Claude Cadet de Gassicourt    | ?              | Cobolt | Supplément à l'Encyclopédie |
| Alexandre César Chavannes           | C.C.           | 276 articles et 37 additions sur la Théologie et l'Histoire sacrée                                                               |                             |
| Jacques-Antoine-Henri Deleuze       | D.             | 1030 articles de Botanique et d'Histoire naturelle                                                                               | Supplément à l'Encyclopédie |
| Henri-Sébastien Dupuis de Bordes    | HDP            | 38 articles de Géométrie, Art militaire et fortification                                                                         |                             |
| Leonhard Euler                      | J.A.E.         | Force |                             |
| Johann Euler                        | J.A.E.         | Force, Vibration |                             |
| Fortunato Bartolomeo De Felice      | D.F.           | Éditeur principal. 685 articles nouveaux ou récrits, 140 additions, et des articles non signés                                   | Supplément à l'Encyclopédie |
| André Ferry                         | P.F.           | 5 articles de Mathématiques |                             |
| Johann Heinrich Samuel Formey       | anonyme        | Des centaines d'articles non signés                                                                                              | Encyclopédie                |
| Hieronymus David Gaubius            | G.             | 21 articles de Médecine |                             |
| Mathieu-Bernard Goudin              | G.C.           | 12 articles de Mathématiques | Supplément à l'Encyclopédie |
| Albrecht von Haller (de)            | H.D.G.         | 83 articles et 38 additions en Médecine et Sciences, à partir de la lettre F                                                     | Supplément à l'Encyclopédie |
| Gottlieb-Emmanuel von Haller (de)   | H.             | 779 articles et 6 additions sur l'Histoire, la Géographie et la Littérature, concernant principalement la Suisse                 | Supplément à l'Encyclopédie |
| Samuel-Rodolphe Jeanneret           | J.             | 65 articles sur les Arts mécaniques, l'électricité et les sciences appliquées. Supervision de la gravure des volumes de planches |                             |
| Joseph-Jérôme Lefrançois de Lalande | D.L.           | 484 articles et 23 additions concernant l'Astronomie et la franc-maçonnerie                                                      | Supplément à l'Encyclopédie |
| Lecuyer                             | L.             | 19 articles sur les Belles-Lettres                                                                                               |                             |
| Paul-Gabriel Le Preux               | L.P.           | 19 articles de Médecine en collaboration avec Andry                                                                              | Supplément à l'Encyclopédie |
| Joseph Lieutaud                     | T.             | 97 articles de Médecine |                             |
| Antoine Louis                       | anonyme        | Plusieurs articles de Chirurgie non signés                                                                                       | Encyclopédie                |
| Archibald Maclaine                  | M.             | 6 articles sur l'histoire du Protestantisme                                                                                      |                             |
| Pierre-Joseph Macquer               | anonyme        | Plusieurs articles de Chimie non signés                                                                                          |                             |
| Gabriel Mingard                     | G.M. ou M.D.B. | 372 articles et 7 additions sur la Philosophie, l'Anthropologie, la Théologie et l'Histoire naturelle.                           | Supplément à l'Encyclopédie |
| David Perrelet                      | P.             | Une partie indéterminée des 489 articles de Médecine signés P.                                                                   |                             |
| Antoine Portal                      | P.             | Une partie indéterminée des 489 articles de Médecine signés P.                                                                   | Supplément à l'Encyclopédie |
| Johann Rudolf Sinner (de)           | anonyme        | Bibliothèque et Catalogue |                             |
| Jacob Reinbold Spielmann            | S.             | 90 articles de Médecine |                             |
| Vincent-Bernard Tscharner           | DA             | 20 articles sur l'Histoire et la Géographie suisses                                                                              | Supplément à l'Encyclopédie |
| Paul-Joseph Vallet                  | V.A.L.         | 759 articles sur les Inscriptions et les Arts mécaniques                                                                         | Supplément à l'Encyclopédie |
| Pierre-Jacques Willermoz            | ?              | 17 articles de Botanique, tous à la lettre P                                                                                     | Encyclopédie                |

Les collaborateurs signant B.I.C., C.D., D.E.M., E.B., Le Ch D.P., P.P.L., S.H., T.G.D., Z.D.M. restent non identifiés.

## L'encyclopédie en chiffres
- Publiée entre 1770 et 1780
- 58 volumes in-quarto
  - 42 volumes
  - 6 de suppléments
  - 10 volumes pour 1200 planches
  - 37 378 pages
- environ 75 000 articles
- Tirage : entre 2 500 et 3 000 exemplaires.

## Détail de la publication
| Tome                  | Date de parution | Contenu |               |
| --------------------- | ---------------- | --- | ------------- |
| Texte - Tome I        | 1770             | Préface A - Ajoux | Lire en ligne |
| Texte - Tome II       | 1770             | Air - Anstrutter | Lire en ligne |
| Texte - Tome III      | 1771             | Anta - Assyriens | Lire en ligne |
| Texte - Tome IV       | 1771             | Asta - Basurure | Lire en ligne |
| Texte - Tome V        | 1771             | Bat - Bompournickel | Lire en ligne |
| Texte - Tome VI       | 1771             | Bon - Cakile | Lire en ligne |
| Texte - Tome VII      | 1771             | Cal - Caszbequi | Lire en ligne |
| Texte - Tome VIII     | 1771             | Cat - Chaoyuen | Lire en ligne |
| Texte - Tome IX       | 1771             | Chapala - Civray | Lire en ligne |
| Texte - Tome X        | 1772             | Clabaud - Confutation | Lire en ligne |
| Texte - Tome XI       | 1772             | Conge - Cotzio | Lire en ligne |
| Texte - Tome XII      | 1772             | Cou - DD. XII. KAL. JULI. | Lire en ligne |
| Texte - Tome XIII     | 1772             | De - Diezeugmenon | Lire en ligne |
| Texte - Tome XIV      | 1772             | Diffamatoire - Eause | Lire en ligne |
| Texte - Tome XV       | 1772             | E.B. - EM. VR. | Lire en ligne |
| Texte - Tome XVI      | 1772             | En - Erzgebürge | Lire en ligne |
| Texte - Tome XVII     | 1772             | Ès - Exfoliation | Lire en ligne |
| Texte - Tome XVIII    | 1772             | Exhalaison - Feudiste | Lire en ligne |
| Texte - Tome XIX      | 1773             | Fève - Fonseca | Lire en ligne |
| Texte - Tome XX       | 1773             | Font - Fuyard | Lire en ligne |
| Texte - Tome XXI      | 1773             | G - Gottweig | Lire en ligne |
| Texte - Tome XXII     | 1773             | Gouache - Hégire | Lire en ligne |
| Texte - Tome XXIII    | 1773             | Heibach - Jamnia | Lire en ligne |
| Texte - Tome XXIV     | 1773             | Jan - Involontaire | Lire en ligne |
| Texte - Tome XXV      | 1773             | Io - Lehnin | Lire en ligne |
| Texte - Tome XXVI     | 1773             | Leibnitzianisme - Lythrum | Lire en ligne |
| Texte - Tome XXVII    | 1773             | M - Matuta | Lire en ligne |
| Texte - Tome XXVIII   | 1773             | Maucroix - Miroton | Lire en ligne |
| Texte - Tome XXIX     | 1774             | Mis - Myxine | Lire en ligne |
| Texte - Tome XXX      | 1774             | N - Œhringen | Lire en ligne |
| Texte - Tome XXXI     | 1774             | Œil - Pampré | Lire en ligne |
| Texte - Tome XXXII    | 1774             | Pan - Pepuziens | Lire en ligne |
| Texte - Tome XXXIII   | 1774             | Peragration - Plan-orbis | Lire en ligne |
| Texte - Tome XXXIV    | 1774             | Plant - Pouzzolane | Lire en ligne |
| Texte - Tome XXXV     | 1774             | Prachin - Quotter | Lire en ligne |
| Texte - Tome XXXVI    | 1774             | R - Rhythmopée | Lire en ligne |
| Texte - Tome XXXVII   | 1774             | Rialexa - Schwinborg | Lire en ligne |
| Texte - Tome XXXVIII  | 1774             | Sciagraphie - Somptuaires | Lire en ligne |
| Texte - Tome XXXIX    | 1775             | Son - Szucza | Lire en ligne |
| Texte - Tome XL       | 1775             | T - Tomoskoy | Lire en ligne |
| Texte - Tome XLI      | 1775             | Ton - Velue | Lire en ligne |
| Texte - Tome XLII     | 1775             | Vénafre - Zygie | Lire en ligne |
| Supplément - Tome I   | 1775             | A - A. Suppel | Lire en ligne |
| Supplément - Tome II  | 1775             | A.T. - Comun | Lire en ligne |
| Supplément - Tome III | 1776             | Conceptions - Imputation | Lire en ligne |
| Supplément - Tome IV  | 1776             | Indes - Modalistes | Lire en ligne |
| Supplément - Tome V   | 1776             | Peau - Saxum | Lire en ligne |
| Supplément - Tome VI  | 1776             | Scalopes - Zygophyllum | Lire en ligne |
| Planches - Tome I     | 1775             | Agriculture & économie rustique, Aiguillier, Alphabets, Amidonnier, Anatomie, Antiquités, Architecture, Argenteur, Arquebusier, Art militaire | Voir en ligne |
| Planches - Tome II    | 1775             | Art militaire, Artificier, Astronomie, Balancier, Faiseur de métiers à Bas, Batteur d'or, Blanchissage des cires, Bonnetier de la foule, Boulanger, Bourrelier, Boutonnier, Brasserie, Briqueterie, Brodeur, Cardier, Carreleur, Carrier, Cartier, Cartonnier, Ceinturier, Chaînetier, Chamoiseur & Mégissier, Chandelier, Chapelier     | Voir en ligne |
| Planches - Tome III   | 1776             | Charpente, Charron, Chaudronnier, Chaufournier, Chirurgie, Chorégraphie, Chimie, Cirier, Ciseleur, Cloutier d'épingles, Cloutier grossier, Confiseur, Corderie, Cordonnier, Corroyeur, Coupe des pierres, Couvreur, Découpeur et Gaufreur, Dentelles, Dessin, Diamantaire, Distillateur, Doreur sur métaux, sur bois, sur cuir, Draperie | Voir en ligne |
| Planches - Tome IV    | 1777             | Ébénisterie, Écritures, Émail, Éperonnier, Épinglier, Éventailliste, Faïencier, Ferblantier, Fil et laine, Fonte en caractères, Fondeur en sable, en or, Fonte des canons, Fonte des cloches, Fonte des statues équestres, Fonte de la dragée, Forge des ancres, Forge des enclumes                                                      | Voir en ligne |
| Planches - Tome V     | 1777             | Forges, Formier, Fourbisseur, Fourreur, Gazier, Géographie, Gnomonique, Gravure, Hongroyeur | Voir en ligne |
| Planches - Tome VI    | 1777             | Histoire naturelle, Horlogerie, Hydraulique | Voir en ligne |
| Planches - Tome VII   | 1778             | Imprimerie, Lacets, Laminoir, Lunetier, Lutherie, Maçonnerie, Manège, Marbrerie, Marbreur de papier, Marine | Voir en ligne |
| Planches - Tome VIII  | 1779             | Mathématiques, Mécanique, Menuiserie, Métallurgie, Minéralogie, Musique, Navigation Optique | Voir en ligne |
| Planches - Tome IX    | 1779             | Papeterie, Parcheminier, Passementier, Paulmier, Perspective, Physique, Plombier, Reliure, Salines, Sculpture, Serrurerie, Soierie, Sucrerie | Voir en ligne |
| Planches - Tome X     | 1780             | Tabac, Taillandier, Tailleur, Tanneur, Tapis, Teinture, Tireur d'Or, Tonnelier, Tourneur, Tréfilerie, Verrerie | Voir en ligne |

## Le Code de l’humanité
Le Dictionnaire universel et raisonné de justice civile et naturelle, plus connu sous le nom de Code de l’humanité, ou la Législation universelle, naturelle, civile et politique, avec l’histoire littéraire des plus grands hommes qui ont contribué à la perfection de ce code est constitué de 13 volumes de 750 pages chacun, extraits pour l'essentiel de l’Encyclopédie ‘protestante’ d’Yverdon. Première encyclopédie thématique juridique, c'est un recueil de près de dix mille pages publié à Yverdon, entre 1777 et 1778 . Présenté sous forme alphabétique, il s'inspire à la fois du jusnaturaliste Jean-Jacques Burlamaqui et du christianisme de l'époque des Lumières. Il est dédicacé au roi de Suède Gustave III et diffusé essentiellement dans l’Europe réformée du Nord. Thomas Jefferson s'y réfère